# A Darracq et Cie
A A Darracq et Cie era um fabricante de veículos motorizados e motores aeronáuticos em Suresnes, perto de Paris. A empresa, foi fundada em 1896 pelo empresário de sucesso Alexandre Darracq.
Em 1902, ele vendeu seu novo negócio para uma empresa inglesa privada chamada A Darracq and Company Limited, assumindo uma participação substancial e uma diretoria. Ele continuou a administrar o negócio de Paris, mas foi obrigado a se aposentar na Côte d'Azur em 1913, após anos de dificuldades que colocaram seu negócio em circunstâncias financeiras muito perigosas. Ele havia introduzido um motor não ortodoxo não comprovado em 1911, que provou ser um fracasso completo, mas ele negligenciou os produtos convencionais populares de Suresnes. A França entrou então na Primeira Guerra Mundial.
em 1916, a propriedade do negócio em Suresnes foi transferida para a Darracq S.A. Em 1922, o nome de Darracq foi retirado de seus produtos e este negócio foi renomeado como Talbot S.A. Inicialmente seus produtos foram marcados como "Darracq-Talbot" e depois apenas "Talbot". A empresa-mãe de Londres sofreu um colapso financeiro durante a grande depressão e em 1935 a Talbot S.A. foi adquirida por investidores liderados pelo diretor administrativo, Antonio Lago.

## História do negócio
Alexandre Darracq, usando parte do lucro substancial que obteve com a venda de sua fábrica de bicicletas Gladiator para Adolpe Clément, formou uma "société en commanditie" em fevereiro de 1897 e a chamou de A Darracq et Cie. Ele construiu uma nova fábrica, a Perfecta works , no subúrbio parisiense de Suresnes, ao sul de Puteaux.
A produção começou em janeiro de 1898 com peças de bicicletas, triciclos e quadriciclos e uma motocicleta Millet movida por um motor rotativo de cinco cilindros e logo após um carrinho elétrico. Em 1898, Darracq et Cie fez uma voiturette tricar projetada por Léon Bollée. A voiturette um tanto antiquada provou ser um débâcle: a direção era problemática, a transmissão por correia de cinco marchas "uma obra-prima de design ruim" e a ignição de tubo quente bruta, provando que os 250.000 francos ou £ 10.000 Darracq et Cie tinham pagou pelos direitos um erro.
A Darracq et Cie produziu seu primeiro carro de quatro rodas com motor de combustão interna em 1900. Projetado por Paul Ribeyrolles, era um voiture legére de 6,5 hp (4,8 kW; 6,6 PS) alimentado por um motor de 785 cc (47,9 cu in ).

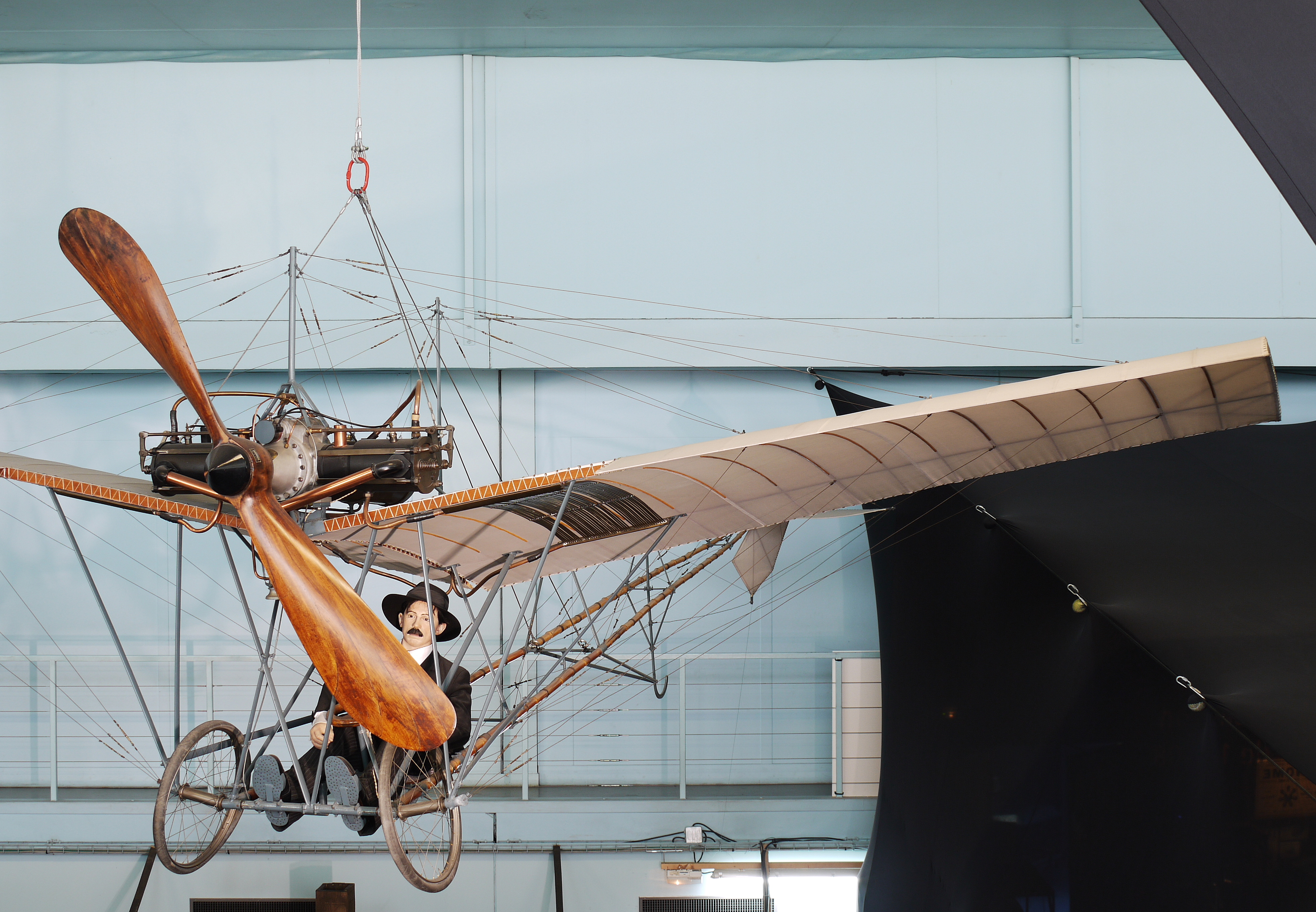
O Santos-Dumont Demoiselle com motor Darracq.

## Aviação
Em 1907 Alexandre Darracq se interessou pela aviação e em 1909 a Darracq S.A. estava construindo motores aeronáuticos leves, usados por Louis Blériot e Alberto Santos-Dumont. Eles foram claramente baseados em seus motores de corrida. Podem ter sido apenas os dois únicos construídos.